# Иоганн Эрнст (герцог Саксен-Веймарский)
Иоганн Эрнст (нем. Johann Ernst von Sachsen-Weimar; 21 февраля 1594, Альтенбург — 6 декабря 1626) — герцог Саксен-Веймарский, выдающийся полководец времён Тридцатилетней войны.

## Биография
Иоганн Эрнст был старшим сыном саксен-веймарского герцога Иоганна и Доротеи Марии Ангальтской. Когда в 1605 году умер отец, дети были ещё слишком малы и над ними было назначено опекунство. В 1608 году, в 14-летнем возрасте, Иоганн Эрнст вместе с младшими братьями был отправлен на учёбу в Йенский университет. В 1613—1614 годах Иоганн Эрнст с братьями совершили путешествие по Франции, Великобритании и Нидерландам.
В 1615 году Иоганн Эрнст достиг совершеннолетия, и стал правителем герцогства и опекуном младших братьев. 24 августа 1617 года на похоронах своей матери в замке Хорнштайн Иоганн Эрнст основал «Плодоносное общество» и стал его первым членом. Во время своего правления Иоганн Эрнст продвигал идеи реформирования образования, сформулированные Вольфгангом Ратке.
В 1620 году Иоганн Эрнст пошёл на службу к Фридриху Пфальцскому, принявшему корону Чехии как глава Евангелической унии, а после его поражения в битве на Белой горе 8 ноября 1620 года отказался безусловно покориться императору, и в наказание был лишён своих владений и опекунства над младшими братьями.
Став ярым противником Габсбургов, Иоганн Эрнст сначала воевал в Нидерландах, затем стал генерал-лейтенантом кавалерии у датского короля Христиана, и во время Тридцатилетней войны воевал в Вестфалии и Нижней Саксонии, в 1626 году покорил почти всю Силезию, но был разбит Валленштейном и пробился в Западную Венгрию (ныне — австрийский Бургенланд), где и умер.
Сохранились многочисленные портреты Иоганна Эрнста Саксен-Веймарского созданные придворным художником Кристианом Рихтером.